# Andrzej Potocki
Andrzej Potocki  (1630 – 30. srpna 1691 Ivano-Frankivsk) byl polský aristokrat, kyjevský vojvoda, politik, diplomat a polní hejtman.

## Život
Narodil se jako syn hejtmana Stanisława „Rewery“ Potockého. V roce 1660 se stal Velkým chorazem polsko-litevské koruny, od roku 1668 vojvodou Kyjevského vojvodství a od roku 1682 vojvodou Krakovského vojvodství. 
Po abdikaci krále Jana II. Kazimíra v roce 1668 silně podporoval kandidaturu careviče Fjodora, za což si vysloužil nenávist ostatních šlechticů. V roce 1672 byl členem Konfederace nespokojených. V roce 1673 se zúčastnil bitvy u Chotyně, kde velel levému křídlu královské armády a vyznamenal se jako hrdina a stratég.
Potocki byl v roce 1674 zvolen jedním z kurfiřtů krále Jana III. Sobieského, zastupujících Kyjevskou provincii, ačkoli veřekně vystupoval proti profrancouzské a protibraniborské politice krále. V roce 1675 se podílel na porážce Tatarů v bitvě u Kałusze. V roce 1680 byl jmenován krakovským guvernérem a následně v roce 1682 krakovským kastelánem. V roce 1683 byl Potocký během výpravy do Vídně prohlášen za vrchního vládce Polsko-litevského společenství, zatímco Sobieski chyběl. 
Potocký dále úspěšně vedl války v jihovýchodních částech země, známých jako Podolí, a znovu získal od osmanských Turků zpět velké části území (včetně Niemirówa). Za to byl v roce 1684 jmenován polním hejtmanem koruny. V roce 1685 se zúčastnil neúspěšných expedic proti Moldávii. Byl také starostou v Haličském, Vysokohradském, Ležajském, Śniatyńském, Kolomyji, Mościsku a Medyce.
Po své smrti v roce 1691 byl Potocký pohřben ve městě Stanisławów (pojmenovaném po jeho otci), kde založil nový katolický kolegiátní kostel. Jeho ostatky byly znesvěceny a vyhozeny z hrobky během plánovaného zboření kostela ukrajinskými komunisty po roce 1963.